# Jati Wates
Jati Wates is een bestuurslaag in het regentschap Jombang van de provincie Oost-Java, Indonesië. Jati Wates telt 3206 inwoners (volkstelling 2010).